# White Crosses
White Crosses is het vijfde studioalbum van de Amerikaanse punkband Against Me! en het tweede album dat de band via het label Sire Records uit liet geven. Net zoals voorgaand album werd ook dit album geproduceerd door Butch Vig. Het is tevens het eerste en enige album waarop drummer George Rebelo (van Hot Water Music) op te horen is. Hij verving de vorige drummer van de band, Warren Oakes.
In 2011 werd het album heruitgegeven op het eigen label van Against Me! genaamd Total Trebal Music. Bij deze uitgave werd een extra cd, getiteld Black Crosses, gevoegd. Het bevat nummers die opgenomen waren tijdens de opnamesessies voor dit album.

## Nummers
1. "White Crosses" - 3:36
2. "I Was a Teenage Anarchist" - 3:15
3. "Because of the Shame" - 4:21
4. "Suffocation" - 3:56
5. "We're Breaking Up" - 3:57
6. "High Pressure Low" - 4:13
7. "Ache with Me" - 3:38
8. "Spanish Moss" - 3:51
9. "Rapid Decompression" - 1:46
10. "Bamboo Bones" - 3:35

### Bonustracks
Gelimiteerde editie
1. "One by One" - 3:34
2. "Bob Dylan Dream" - 2:59
3. "Lehigh Acres" - 3:33
4. "Bitter Divisions" - 4:02

Heruitgave
1. "Lehigh Acres" - 3:33
2. "Bob Dylan Dream" - 2:59
3. "One by One" - 3:34
4. "Bitter Divisions" - 4:0

iTunes versie
1. "I Was a Teenage Anarchist" (akoestisch) - 3:38

## Band
- Laura Jane Grace  - zang, gitaar
- James Bowman - gitaar, achtergrondzang
- Andrew Seward - basgitaar, achtergrondzang
- George Rebelo - drums, achtergrondzang